# Platanus orientalis
Platanus orientalis (L., 1753), comunemente noto come platano orientale, è una pianta appartenente alla famiglia delle Platanaceae, originaria del bacino del Mediterraneo Orientale.

## Descrizione

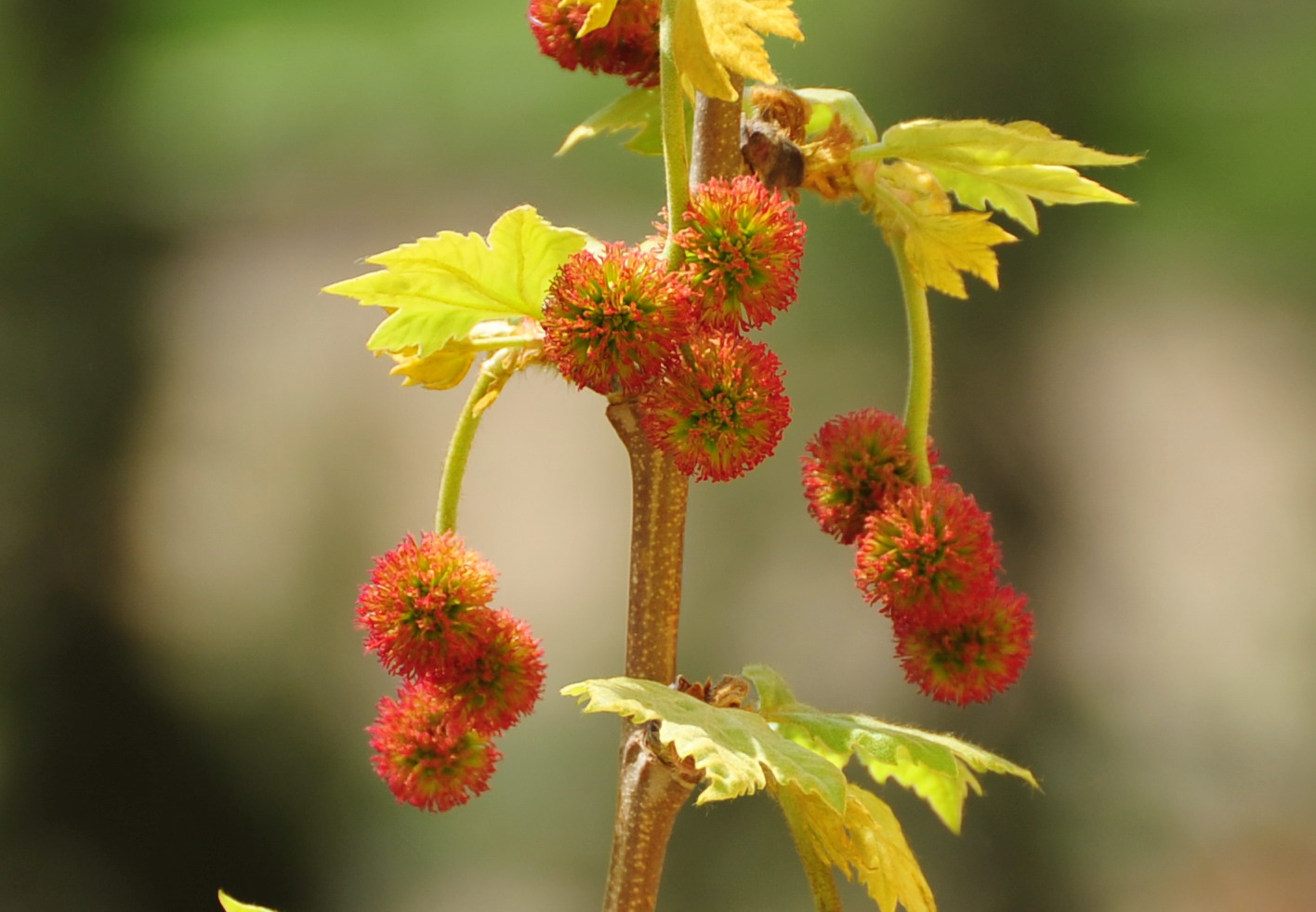
Fiori e foglie appena spuntate

Si presenta come un grande albero alto fin oltre 40 m, con tronco rastremato con diametro in genere sui 3 m, ma può superare i 4 m, corteccia di colore bianco-giallastra, che si distacca in sottili placche irregolari dai bordi tondeggianti.
Le foglie sono grandi, semplici, palmate a 5 lobi appuntiti, caduche.

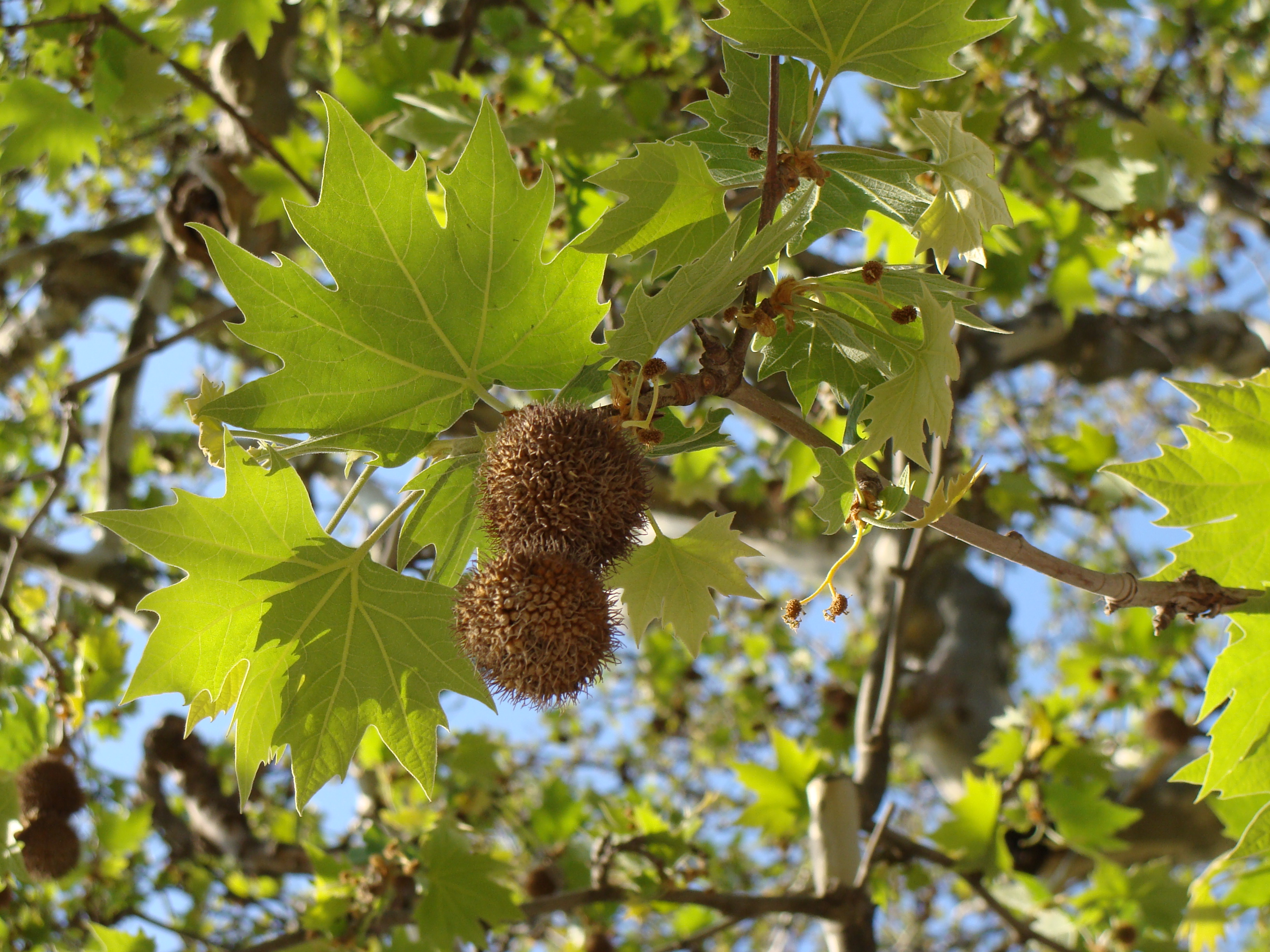
Foglie e frutti

I fiori sono poco appariscenti, riuniti in capolini sferici. I fiori sono unisessuali, ma sulla stessa pianta spuntano sia fiori maschili che femminili.
I frutti sono acheni conici, ciascuno con un solo seme e un ciuffo di peli che ne facilita la dispersione anemofila. Sono riuniti a centinaia in infruttescenze globose, sfaldabili.

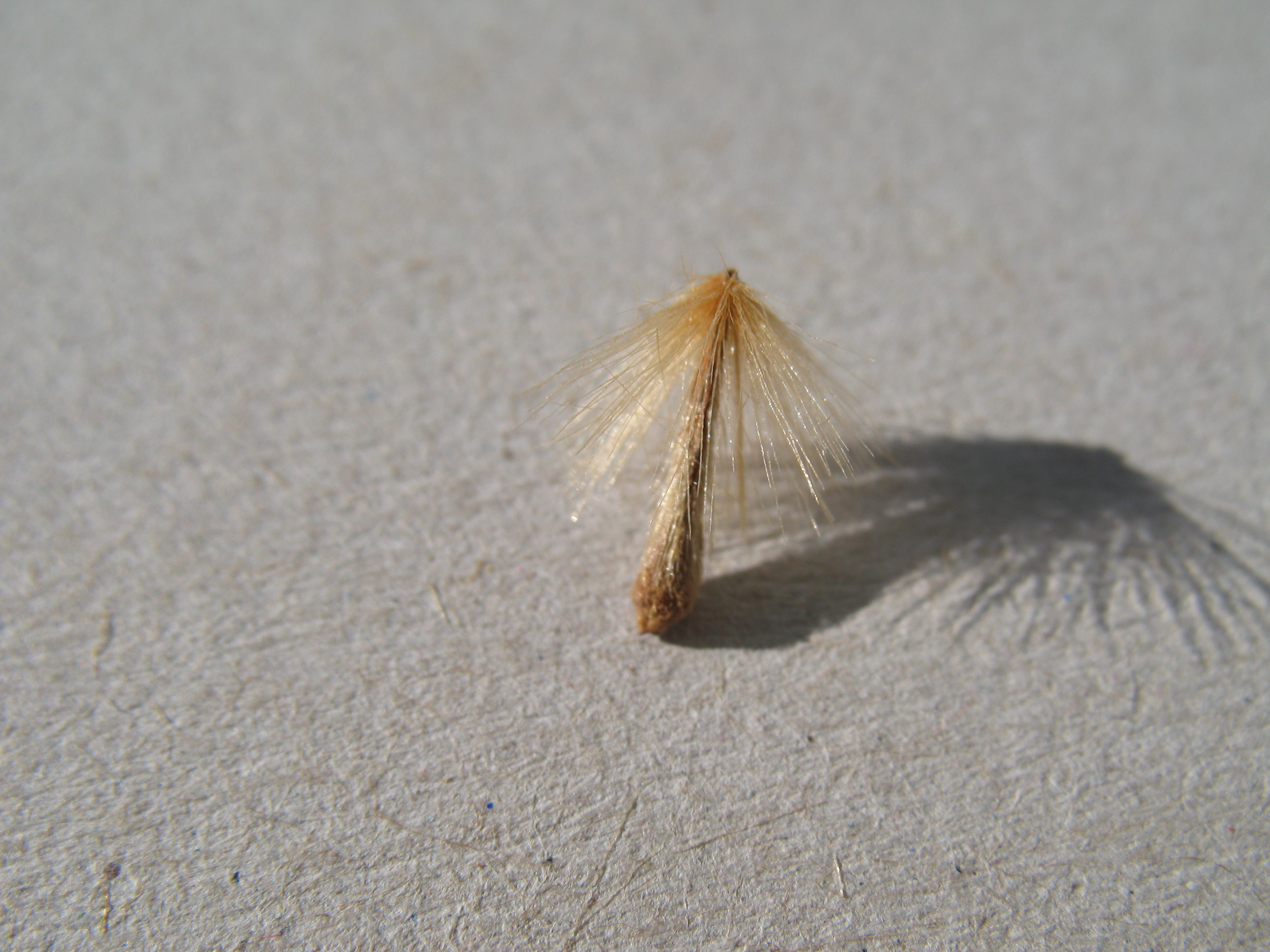
Singolo achenio

## Distribuzione e habitat
È originario del Mediterraneo orientale e dell'Asia occidentale, fino all'Afghanistan. Per quanto riguarda l'Italia, è spontaneo da tempo immemorabile in Sicilia e nell'Italia meridionale, dove peraltro è in contrazione.
Vegeta nella zona dal Lauretum al Castanetum. Lucivago ed esigente, esige terreni freschi e fertili, di origine alluvionale, dove cresce vigorosamente. Tipicamente, in natura, si trova in prossimità di corsi d'acqua.

## Coltivazione
Viene coltivato a ceduo alto o basso, ad alto fusto solo a scopo ornamentale, prestandosi anche a drastiche potature; resiste bene agli attacchi dei parassiti. Le protuberanze del tronco che si osservano frequentemente sono dovute a fenomeni di "blastomania" con ammassi anomali di gemme a seguito di alterazioni fisiologiche.